# 出光昭
出光 昭（いでみつ あきら、1932年5月5日 - ）は、日本の経営者。出光興産社長、会長を務めた。第2代社長出光計助の二男である。いとこに、第4代社長大和勝、第6代社長出光裕治、名誉会長を務めている出光昭介、新出光の社長を務めた出光芳秀と出光豊、スケート選手の別所純子がいる。。

## 来歴・人物
東京都出身。1955年に東京大学経済学部経済学科を卒業し、同年に住友銀行に入行。1961年に出光興産に転じ、1981年6月に取締役に就任し、常務、専務を経て、1995年6月に副社長に就任し、1998年5月には社長に昇格した。2002年6月に会長に就任し、2007年6月から相談役を務めた。